# Григорьевка (Волоконовский район)
Григорьевка — хутор в Волоконовском районе Белгородской области России. В составе Тишанского сельского поселения.

## География
Хутор расположен в юго-восточной части региона близ границы с Украиной, на правом берегу реки Волчьей (бассейна Северского Донца), в 20,1 км по прямой к юго-западу от районного центра Волоконовки. Ближайшие населённые пункты: хутора Криничный выше и Волчий-Первый ниже по руслу на том же берегу Волчьей, хутора Зелёный Клин выше и Верный ниже по руслу на противоположном берегу Волчьей.

## Население
| 2002 | 2010 |
| ---- | ---- |
| 11   | ↘10  |

## Инфраструктура
Личное подсобное хозяйство.

## Транспорт
Просёлочные дороги с выездом на автодорогу 14Н-239.